# 皮埃尔·巴拉盖
皮埃尔·巴拉盖（法語：Pierre Barlaguet，1931年10月18日—2018年10月16日），法国足球运动员和球队经理。1982年-1984年、1994年12月-1996年曾担任尼姆奧林匹克的经理。他还曾担任马扎梅，沙泰勒罗，维琪和布尔的经理。